# 伊利尼克
49°5′12″N 23°6′15″E / 49.08667°N 23.10417°E
伊利尼克（羅馬化：Ilnyk）是烏克蘭西部的村莊，隸屬利維夫州的桑比爾區。該村始建於1490年，面積2.1平方公里，海拔高度578米，2008年該村落人口1,092。